# Tsernaoua
Tsernaoua (auch: Tsernawa) ist eine Landgemeinde im Departement Birni-N’Konni in Niger.

## Geographie

### Lage und Gliederung
Tsernaoua liegt am Übergang der Großlandschaft Sudan zur Sahelzone und grenzt im Südosten an den Nachbarstaat Nigeria. Die Nachbargemeinden in Niger sind Birni-N’Konni im Südwesten, Alléla im Westen und Malbaza im Nordosten. Bei den Siedlungen im Gemeindegebiet handelt es sich um 27 Dörfer und 22 Weiler. Der Hauptort der Landgemeinde ist das Dorf Tsernaoua.
Durch die Gemeinde verläuft das Trockental Maggia. Die Forêt classée de Tsernaoua ist ein 2367 Hektar großes unter Naturschutz stehendes Waldgebiet im Gemeindegebiet von Tsernaoua.

### Klima
In Tsernaoua herrscht trockenes Wüstenklima vor. Im Hauptort wird eine Niederschlagsmessstation betrieben.
|                        | Jan  | Feb  | Mär  | Apr  | Mai  | Jun  | Jul  | Aug  | Sep  | Okt  | Nov  | Dez  |   |      |
| Mittl. Temperatur (°C) | 23,4 | 26,6 | 30,3 | 33,3 | 33,9 | 32,4 | 29,6 | 27,6 | 29,3 | 30,2 | 27,9 | 24,3 | ⌀ | 29,1 |
| Mittl. Tagesmax. (°C)  | 31,3 | 34,9 | 38,6 | 41,0 | 40,5 | 38,3 | 34,6 | 32,0 | 34,7 | 37,3 | 35,7 | 32,0 | ⌀ | 35,9 |
| Mittl. Tagesmin. (°C)  | 16,2 | 18,8 | 21,9 | 24,9 | 27,1 | 27,1 | 25,3 | 24,0 | 24,5 | 23,2 | 20,4 | 17,2 | ⌀ | 22,6 |
|                        |      |      |      |      |      |      |      |      |      |      |      |      |   |      |
| Niederschlag (mm)      | 0    | 0    | 0    | 1    | 14   | 25   | 61   | 113  | 43   | 8    | 0    | 0    | Σ | 265  |
|                        |      |      |      |      |      |      |      |      |      |      |      |      |   |      |
| Sonnenstunden (h/d)    | 10,3 | 10,5 | 10,8 | 11,2 | 11,5 | 11,4 | 10,0 | 8,2  | 10,1 | 10,5 | 10,3 | 10,2 | ⌀ | 10,4 |
|                        |      |      |      |      |      |      |      |      |      |      |      |      |   |      |
| Regentage (d)          | 0    | 0    | 0    | 0    | 2    | 5    | 8    | 10   | 6    | 2    | 0    | 0    | Σ | 33   |
|                        |      |      |      |      |      |      |      |      |      |      |      |      |   |      |
| Luftfeuchtigkeit (%)   | 15   | 11   | 9    | 14   | 29   | 45   | 60   | 71   | 62   | 33   | 17   | 17   | ⌀ | 32   |

| 16,2 |

| 18,8 |

| 21,9 |

| 24,9 |

| 27,1 |

| 27,1 |

| 25,3 |

| 24,0 |

| 24,5 |

| 23,2 |

| 20,4 |

| 17,2 |

| 16,2 |

| 18,8 |

| 21,9 |

| 24,9 |

| 27,1 |

| 27,1 |

| 25,3 |

| 24,0 |

| 24,5 |

| 23,2 |

| 20,4 |

| 17,2 |

| N i e d e r s c h l a g | 0   | 0   | 0   | 1   | 14  | 25  | 61  | 113 | 43  | 8   | 0   | 0   |
|                         | Jan | Feb | Mär | Apr | Mai | Jun | Jul | Aug | Sep | Okt | Nov | Dez |

## Geschichte
In den 1920er Jahren galt die durch Tsernaoua führende und 1375 Kilometer lange Piste von Niamey nach N’Guigmi als einer der Hauptverkehrswege in der damaligen französischen Kolonie Niger. Sie war in der Trockenzeit bis Guidimouni und wieder ab Maïné-Soroa von Automobilen befahrbar.
Die Landgemeinde Tsernaoua ging als Verwaltungseinheit 2002 im Zuge einer landesweiten Verwaltungsreform aus dem östlichen Teil des Kantons Birni-N’Konni hervor.

## Bevölkerung
Bei der Volkszählung 2012 hatte die Landgemeinde 73.705 Einwohner, die in 11.049 Haushalten lebten. Bei der Volkszählung 2001 betrug die Einwohnerzahl 44.941 in 7232 Haushalten.
Im Hauptort lebten bei der Volkszählung 2001 5478 Einwohner in 881 Haushalten und bei der Volkszählung 1988 3377 Einwohner in 611 Haushalten.

## Politik
Der Gemeinderat (conseil municipal) hat 19 gewählte Mitglieder. Mit den Kommunalwahlen 2020 sind die Sitze im Gemeinderat wie folgt verteilt: 11 PNDS-Tarayya, 4 MPR-Jamhuriya, 3 PJP-Génération Doubara und 1 MODEN-FA Lumana Africa.
Jeweils ein traditioneller Ortsvorsteher (chef traditionnel) steht an der Spitze von 16 Dörfern in der Gemeinde.

## Wirtschaft und Infrastruktur
In Tsernaoua wurde 2007 das landesweit erste Handelszentrum für Zwiebeln eröffnet. Die Landgemeinde befindet sich in einem für den Zwiebelanbau bedeutenden Gebiet. Weitere derartige Handelszentren wurden 2010 in Madaoua und Tamaské geschaffen. Die Mozagué-Talsperre und die Zongo-Talsperre an der Maggia dienen unter anderem der Bewässerung, dem Hochwasserschutz und der Viehwirtschaft. Das staatliche Versorgungszentrum für landwirtschaftliche Betriebsmittel und Materialien (CAIMA) unterhält eine Verkaufsstelle im Hauptort.
Im Hauptort ist ein Gesundheitszentrum des Typs Centre de Santé Intégré (CSI) vorhanden. Der CEG Tsernaoua ist eine allgemein bildende Schule der Sekundarstufe des Typs Collège d’Enseignement Général (CEG). Beim Centre de Formation aux Métiers de Tsernaoua (CFM Tsernaoua) handelt es sich um ein Berufsausbildungszentrum.
Tsernaoua liegt an der Nationalstraße 1. Hier zweigt die Nationalstraße 29 ab, die Richtung Norden über Badaguichiri bis zur Regionalhauptstadt Tahoua führt.